# Danh sách cầu thủ tham dự FIFA Club World Cup 2008
FIFA Club World Cup 2008 được tổ chức tại Nhật Bản từ ngày 11 tháng 12 đến 21 tháng 12 năm 2008. Mỗi đội bóng tham dự phải đăng ký sơ bộ danh sách 30 cầu thủ vào ngày 5 tháng 11 năm 2008, với danh sách đó sẽ rút gọn chính thức xuống còn 23 cầu thủ tham dự vào ngày 27 tháng 11 năm 2008.

## Adelaide United
Huấn luyện viên:  Aurelio Vidmar
Ghi chú: Quốc kỳ chỉ đội tuyển quốc gia được xác định rõ trong điều lệ tư cách FIFA. Các cầu thủ có thể giữ hơn một quốc tịch ngoài FIFA.
| Số | VT | Quốc gia | Cầu thủ               |
| -- | -- | -------- | --------------------- |
| 2  | HV | Úc       | Robert Cornthwaite    |
| 3  | HV | Brasil   | Alemão                |
| 4  | HV | Úc       | Angelo Costanzo       |
| 5  | HV | Úc       | Michael Valkanis      |
| 6  | HV | Brasil   | Cássio                |
| 8  | TV | Úc       | Kristian Sarkies      |
| 9  | TĐ | Úc       | Paul Agostino         |
| 10 | TĐ | Brasil   | Cristiano             |
| 11 | TV | Úc       | Osama Malik           |
| 13 | TV | Úc       | Travis Dodd (captain) |
| 14 | HV | Úc       | Scott Jamieson        |
| 15 | TV | Úc       | Jonas Salley          |

| Số | VT | Quốc gia | Cầu thủ          |
| -- | -- | -------- | ---------------- |
| 16 | HV | Úc       | Daniel Mullen    |
| 18 | TV | Úc       | Fabian Barbiero  |
| 19 | HV | Úc       | Saša Ognenovski  |
| 20 | TM | Úc       | Eugene Galeković |
| 21 | TV | Úc       | Jason Spagnuolo  |
| 22 | TV | Brasil   | Diego            |
| 23 | HV | Úc       | Michael Marrone  |
| 24 | TV | Úc       | Paul Reid        |
| 25 | TĐ | Úc       | Robert Younis    |
| 30 | TM | Úc       | Mark Birighitti  |
| 40 | TM | Úc       | Lucas Andreucci  |

## Al Ahly
Huấn luyện viên:  Manuel José
Ghi chú: Quốc kỳ chỉ đội tuyển quốc gia được xác định rõ trong điều lệ tư cách FIFA. Các cầu thủ có thể giữ hơn một quốc tịch ngoài FIFA.
| Số | VT | Quốc gia           | Cầu thủ                 |
| -- | -- | ------------------ | ----------------------- |
| 1  | TM | Ai Cập             | Amir Abdelhamid         |
| 2  | TM | Nhà nước Palestine | Ramzi Saleh             |
| 5  | HV | Ai Cập             | Ahmad El-Sayed          |
| 6  | TV | Ai Cập             | Ahmad Sedik             |
| 7  | HV | Ai Cập             | Shady Mohamed (captain) |
| 8  | TV | Ai Cập             | Mohamed Barakat         |
| 10 | TĐ | Ai Cập             | Ahmed Belal             |
| 11 | HV | Ai Cập             | Sayed Moawad            |
| 12 | TV | Angola             | Gilberto                |
| 13 | TV | Qatar              | Hussain Yasser          |
| 15 | TĐ | Ai Cập             | Hany El-Agazy           |
| 17 | TV | Ai Cập             | Ahmed Hassan            |

| Số | VT | Quốc gia | Cầu thủ                  |
| -- | -- | -------- | ------------------------ |
| 18 | TĐ | Ai Cập   | Osama Hosny              |
| 19 | TV | Ai Cập   | Hussein Ali              |
| 21 | HV | Ai Cập   | Ramy Adel                |
| 22 | TV | Ai Cập   | Mohamed Aboutrika        |
| 23 | TĐ | Angola   | Flávio Amado             |
| 24 | TV | Ai Cập   | Ahmed Fathi              |
| 25 | TV | Ai Cập   | Hossam Ashour            |
| 26 | HV | Ai Cập   | Wael Gomaa               |
| 27 | TV | Ai Cập   | Moataz Eno               |
| 31 | TM | Ai Cập   | Ahmed Adel Abd El-Moneam |
| 32 | HV | Ai Cập   | Mohamed Samir            |

## Gamba Osaka
Huấn luyện viên:  Akira Nishino
Ghi chú: Quốc kỳ chỉ đội tuyển quốc gia được xác định rõ trong điều lệ tư cách FIFA. Các cầu thủ có thể giữ hơn một quốc tịch ngoài FIFA.
| Số | VT | Quốc gia | Cầu thủ                     |
| -- | -- | -------- | --------------------------- |
| 1  | TM | Nhật Bản | Naoki Matsuyo               |
| 2  | HV | Nhật Bản | Sota Nakazawa               |
| 5  | HV | Nhật Bản | Satoshi Yamaguchi (captain) |
| 6  | HV | Nhật Bản | Yohei Fukumoto              |
| 7  | TV | Nhật Bản | Yasuhito Endō               |
| 8  | TV | Nhật Bản | Shinichi Terada             |
| 9  | TĐ | Brasil   | Lucas                       |
| 10 | TV | Nhật Bản | Takahiro Futagawa           |
| 11 | TĐ | Nhật Bản | Ryūji Bando                 |
| 13 | TV | Nhật Bản | Michihiro Yasuda            |
| 14 | TĐ | Nhật Bản | Shoki Hirai                 |
| 16 | TV | Nhật Bản | Hayato Sasaki               |

| Số | VT | Quốc gia | Cầu thủ          |
| -- | -- | -------- | ---------------- |
| 17 | TV | Nhật Bản | Tomokazu Myojin  |
| 18 | TĐ | Brasil   | Rôni             |
| 19 | HV | Nhật Bản | Takumi Shimohira |
| 20 | TV | Nhật Bản | Shu Kurata       |
| 21 | HV | Nhật Bản | Akira Kaji       |
| 22 | TM | Nhật Bản | Yosuke Fujigaya  |
| 23 | TV | Nhật Bản | Takuya Takei     |
| 24 | TĐ | Nhật Bản | Kenta Hoshihara  |
| 27 | TV | Nhật Bản | Hideo Hashimoto  |
| 29 | TM | Nhật Bản | Atsushi Kimura   |
| 30 | TĐ | Nhật Bản | Masato Yamazaki  |

## LDU Quito
Huấn luyện viên:  Edgardo Bauza
Ghi chú: Quốc kỳ chỉ đội tuyển quốc gia được xác định rõ trong điều lệ tư cách FIFA. Các cầu thủ có thể giữ hơn một quốc tịch ngoài FIFA.
| Số | VT | Quốc gia  | Cầu thủ                    |
| -- | -- | --------- | -------------------------- |
| 1  | TM | Ecuador   | José Francisco Cevallos    |
| 2  | HV | Argentina | Norberto Araujo            |
| 3  | HV | Ecuador   | Renán Calle                |
| 4  | TV | Ecuador   | Paúl Ambrosi               |
| 5  | TV | Ecuador   | Alfonso Obregón            |
| 7  | TV | Ecuador   | Luis Bolaños               |
| 8  | TĐ | Ecuador   | Patricio Urrutia (captain) |
| 9  | TĐ | Ecuador   | Agustín Delgado            |
| 10 | TV | Ecuador   | Edder Vaca                 |
| 11 | TV | Ecuador   | Danny Vaca                 |
| 13 | TV | Ecuador   | Néicer Reasco              |
| 14 | TV | Ecuador   | Diego Calderón             |

| Số | VT | Quốc gia  | Cầu thủ             |
| -- | -- | --------- | ------------------- |
| 15 | HV | Ecuador   | William Araujo      |
| 16 | TĐ | Argentina | Claudio Bieler      |
| 17 | TĐ | Ecuador   | Cristian Suárez     |
| 19 | TĐ | Chile     | Reinaldo Navia      |
| 20 | TV | Ecuador   | Pedro Larrea        |
| 21 | TV | Argentina | Damián Manso        |
| 22 | TM | Ecuador   | Alexander Domínguez |
| 23 | HV | Ecuador   | Jairo Campos        |
| 24 | TV | Ecuador   | Gabriel Espinosa    |
| 25 | TM | Ecuador   | Daniel Viteri       |
| 28 | TV | Ecuador   | Israel Chango       |

## Manchester United
Huấn luyện viên:  Alex Ferguson
Ghi chú: Quốc kỳ chỉ đội tuyển quốc gia được xác định rõ trong điều lệ tư cách FIFA. Các cầu thủ có thể giữ hơn một quốc tịch ngoài FIFA.
| Số | VT | Quốc gia   | Cầu thủ                   |
| -- | -- | ---------- | ------------------------- |
| 1  | TM | Hà Lan     | Edwin van der Sar         |
| 2  | HV | Anh        | Gary Neville (captain)    |
| 3  | HV | Pháp       | Patrice Evra              |
| 5  | HV | Anh        | Rio Ferdinand             |
| 7  | TV | Bồ Đào Nha | Cristiano Ronaldo         |
| 8  | TV | Brasil     | Anderson                  |
| 9  | TĐ | Bulgaria   | Dimitar Berbatov          |
| 10 | TĐ | Anh        | Wayne Rooney              |
| 11 | TV | Wales      | Ryan Giggs (vice-captain) |
| 13 | TV | Hàn Quốc   | Park Ji-sung              |
| 15 | HV | Serbia     | Nemanja Vidić             |
| 16 | TV | Anh        | Michael Carrick           |

| Số | VT | Quốc gia         | Cầu thủ         |
| -- | -- | ---------------- | --------------- |
| 17 | TV | Bồ Đào Nha       | Nani            |
| 18 | TV | Anh              | Paul Scholes    |
| 19 | TĐ | Anh              | Danny Welbeck   |
| 21 | HV | Brasil           | Rafael          |
| 22 | HV | Cộng hòa Ireland | John O'Shea     |
| 23 | HV | Bắc Ireland      | Jonny Evans     |
| 24 | TV | Scotland         | Darren Fletcher |
| 28 | TV | Cộng hòa Ireland | Darron Gibson   |
| 29 | TM | Ba Lan           | Tomasz Kuszczak |
| 32 | TĐ | Argentina        | Carlos Tevez    |
| 40 | TM | Anh              | Ben Amos        |

## Pachuca
Huấn luyện viên:  Enrique Meza Enríquez
Ghi chú: Quốc kỳ chỉ đội tuyển quốc gia được xác định rõ trong điều lệ tư cách FIFA. Các cầu thủ có thể giữ hơn một quốc tịch ngoài FIFA.
| Số | VT | Quốc gia  | Cầu thủ                 |
| -- | -- | --------- | ----------------------- |
| 1  | TM | Colombia  | Miguel Calero (captain) |
| 2  | HV | México    | Leobardo López          |
| 3  | HV | Paraguay  | Julio Manzur            |
| 4  | HV | México    | Marco Iván Pérez        |
| 6  | TV | México    | Jaime Correa            |
| 7  | TV | Argentina | Damián Álvarez          |
| 8  | TV | México    | Gabriel Caballero       |
| 9  | TĐ | Argentina | Bruno Marioni           |
| 10 | TĐ | Brasil    | Christian               |
| 11 | TĐ | México    | José María Cárdenas     |
| 12 | TV | México    | Juan Carlos Rojas       |
| 13 | TĐ | México    | Edwin Borboa            |

| Số | VT | Quốc gia  | Cầu thủ                  |
| -- | -- | --------- | ------------------------ |
| 15 | TV | México    | Luis Montes              |
| 16 | TV | México    | Carlos Gerardo Rodríguez |
| 18 | TV | Hoa Kỳ    | José Francisco Torres    |
| 19 | TV | Argentina | Christian Giménez        |
| 21 | HV | México    | Fausto Pinto             |
| 22 | HV | México    | Paul Aguilar             |
| 23 | TM | México    | Carlos Velázquez         |
| 24 | TV | México    | Raúl Martínez            |
| 27 | TV | México    | Edy Germán Brambila      |
| 29 | TĐ | México    | Víctor Mañon             |
| 30 | TM | México    | Rodolfo Cota             |

## Waitakere United
Huấn luyện viên:  Chris Milicich
Ghi chú: Quốc kỳ chỉ đội tuyển quốc gia được xác định rõ trong điều lệ tư cách FIFA. Các cầu thủ có thể giữ hơn một quốc tịch ngoài FIFA.
| Số | VT | Quốc gia         | Cầu thủ           |
| -- | -- | ---------------- | ----------------- |
| 1  | TM | New Zealand      | Richard Gillespie |
| 2  | HV | New Zealand      | Jonathan Perry    |
| 3  | HV | New Zealand      | Aaron Scott       |
| 5  | HV | New Zealand      | Danny Hay         |
| 6  | HV | New Zealand      | Hone Fowler       |
| 7  | TĐ | New Zealand      | Daniel Ellensohn  |
| 8  | TV | Wales            | Paul Seaman       |
| 9  | TĐ | Quần đảo Solomon | Benjamin Totori   |
| 10 | TĐ | New Zealand      | Allan Pearce      |
| 11 | TV | Anh              | Neil Sykes        |
| 12 | TĐ | Fiji             | Roy Krishna       |
| 13 | TĐ | New Zealand      | Daniel Koprivcic  |

| Số | VT | Quốc gia    | Cầu thủ          |
| -- | -- | ----------- | ---------------- |
| 14 | TV | New Zealand | Jeff Campbell    |
| 15 | TV | Wales       | Christopher Bale |
| 16 | TV | Anh         | Neil Emblen      |
| 17 | TV | New Zealand | Jake Butler      |
| 19 | TV | New Zealand | Mikael Munday    |
| 20 | HV | New Zealand | Jason Rowley     |
| 21 | TĐ | New Zealand | Kayne Vincent    |
| 22 | TM | Anh         | Dan Robinson     |
| 23 | TV | New Zealand | Corey Hitchen    |
| 28 | TM | New Zealand | Sean Dowling     |
| 29 | TV | Brasil      | Adriano          |

## Liên ngoài ngoài
Tham khảo thêm
- "List of Players" (PDF). Fédération Internationale de Football Association. ngày 5 tháng 12 năm 2008. Lưu trữ (PDF) bản gốc ngày 9 tháng 12 năm 2008. Truy cập ngày 9 tháng 12 năm 2008.

Đặc biệt
1. ↑  "Article 8: Eligibility of players". Regulations - FIFA Club World Cup - Japan 2008 (PDF). Fédération Internationale de Football Association. tháng 11 năm 2008. tr. 13. Lưu trữ (PDF) bản gốc ngày 3 tháng 12 năm 2008. Truy cập ngày 9 tháng 12 năm 2008.